# Jürgen Zulley
Jürgen Zulley (* 17. Oktober 1945 in Neheim-Hüsten) ist ein deutscher Psychologe und Schlafforscher.
Zulley ist außerplanmäßiger Professor für Biologische Psychologie an der Universität Regensburg, war Leiter des Schlafmedizinischen Zentrums am Universitäts- und Bezirksklinikum Regensburg und ist Buchautor.

## Leben
Jürgen Zulley ist Diplomingenieur (Elektrotechnik) und Diplompsychologe. Er wuchs auf in Hagen, Würselen und Rott (Roetgen), studierte in Aachen Elektrotechnik und in München Psychologie. Er promovierte 1979 an der Universität Tübingen, habilitierte sich 1992 in Medizinischer Psychologie an der Ludwig-Maximilians-Universität München und 1999 in Biologischer Psychologie an der Universität Regensburg.
Er war langjähriger Mitarbeiter von Jürgen Aschoff am Max-Planck-Institut für Verhaltensphysiologie und führte Isolationsexperimente im Rahmen chronobiologischer Studien (Innere Uhr) durch. Am Max-Planck-Institut für Psychiatrie arbeitete er auf dem Gebiet der Schlafforschung und als Psychologischer Psychotherapeut. Von 1993 bis zu seinem Ruhestand 2010 Tätigkeit an der Universität und am Bezirksklinikum Regensburg. Sein Arbeitsgebiet ist seit 1973 die Schlafforschung, Chronobiologie und Klinische Psychologie. Er führte Diagnose und Behandlungen von Schlafstörungen durch, ist Begründer der Schlafschule und engagiert sich in der Öffentlichkeitsarbeit.
Zulley war langjähriges Vorstandsmitglied bei der Deutschen Gesellschaft für Schlafforschung und Schlafmedizin (DGSM), der European Sleep Research Society (ESRS) und der Deutschen Akademie für Gesundheit und Schlaf (DAGS).

## Leistungen
Seine Studien waren Grundlage für die Synthese von Chronobiologie und Schlafforschung. Er führte Schlafuntersuchungen in chronobiologischen Isolationsexperimenten durch. Zusammenhänge zwischen dem Schlaf und biologischen Rhythmen konnten hierdurch aufgedeckt und wissenschaftlich untermauert werden. Weitere Tagschlafuntersuchungen belegten die biologische Grundlage zum Mittagsschlaf. 2001 gründete er die Schlafschule, ein Präventionsseminar für von Schlafstörungen Betroffene. Außerdem befasste er sich mit Lichttherapie. Zulley vertritt die These, dass Schüler in der Pubertät bessere Leistungen erbringen würden, wenn der Unterricht erst um neun Uhr beginnen würde.

## Auszeichnungen
- 1986 W.R. Hess Price der European Sleep Research Society (ESRS)
- 2000 Bial-Award in Clinical Medicine des portugiesischen Staatspräsidenten
- 2002 Bayerischer Innovationspreis für die Schlafschule vom Bayerischen Staatsministerium
- 2005 Schlafmediziner des Jahres von der Patientenzeitschrift Das Schlafmagazin
- 2012 Traumpreis der Deutschen Gesellschaft für Schlafforschung und Schlafmedizin (DGSM)

## Werke
- Schlafen und Wachen als biologischer Rhythmus. Roderer, Regensburg 1992; ISBN 3-89073-648-3.
- Jürgen Zulley, Anna Wirz-Justice: Lichttherapie. Roderer, Regensburg 1999; ISBN 3-89783-020-5.
- Jürgen Zulley, Barbara Knab: Die kleine Schlafschule. Herder, Freiburg, 2002, ISBN 3-451-05259-8.
- Jürgen Zulley, Barbara Knab: Unsere Innere Uhr. Herder, Freiburg, 2003, ISBN 3-451-05365-9.
- Jürgen Zulley, Barbara Knab: Wach und fit. Herder, Freiburg, 2004, ISBN 3-451-05409-4.
- Mein Buch vom guten Schlaf. Zabert Sandmann, München, 2005, ISBN 3-89883-134-5.
- Jürgen Zulley, Jochen Waibel (Sprecher) Schlaf gut (Hörbuch) Ganser und Hanke, Hamburg, 2006, ISBN 978-3-00-020215-5.
- So schlafen Sie gut! Jubiläumsausgabe. Zabert Sandmann, München 2008, ISBN 978-3-89883-218-2.
- Schlafkunde. Mabuse-Verlag, Frankfurt, 2018, ISBN 978-3-86321-400-5.